# 11ª Squadriglia
La 11ª Squadriglia fu costituita il 7 giugno 1916 sull'Aeroporto di Taranto-Grottaglie con aerei da bombardamento Caproni.

## Storia

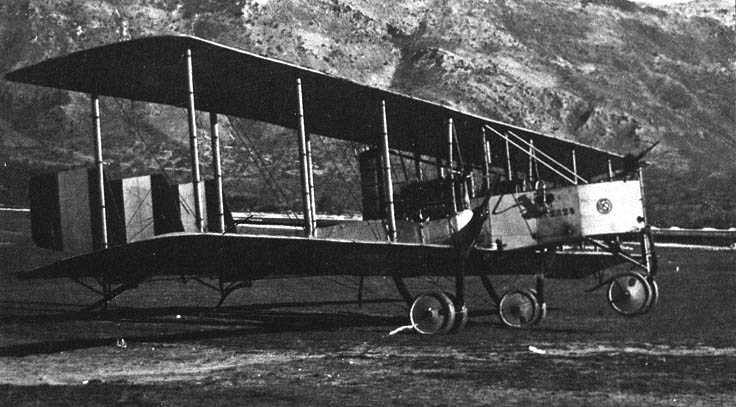
Velivolo dell'11ª Squadriglia da bombardamento Caproni, 8º Gruppo

### Prima guerra mondiale
Viene costituita appositamente per la campagna di Albania con delibera del Ministero della Guerra dell'aprile 1916 e gli aerei sono disponibili in ditta ai primi di giugno ma il campo volo vicino a Valona non è ancora pronto ed allora il 7 giugno viene creata all'Aeroporto di Taranto-Grottaglie ospitata negli hangar dei dirigibili della Regia Marina agli ordini del capitano Ercole Ercole.
Il 25 luglio 2 Ca. bombardano Durazzo scortati da 3 Macchi L.1 di Brindisi.
Il 26 agosto 3 Ca. si spostano al campo di Tahyraqua (vicino a Valona), detto anche di Punta Rameck alle dipendenze della XVI Corpo d'armata del tenente generale Oreste Bandini e 2 Ca. rimangono in Puglia in attesa che arrivino altri piloti.
Il 12 ottobre 1916 il Ca di Ercole fu attaccato nel cielo di Zarnec (Albania) da un Hansa-Brandenburg C.I austriaco a 3000 metri di quota. I suoi compagni furono colpiti a morte, i serbatoi dell'aereo vennero forati perdendo carburante e il velivolo precipitò verso il suolo. Seppure ferito, riuscì a 300 metri di altezza a raddrizzare il velivolo con un motore solo e ad atterrare in emergenza a circa 50 km dalle linee italiane. Incendiato l'apparecchio affinché non cadesse in mani nemiche, venne creduto morto carbonizzato.
Mentre l'aereo bruciava ha dovuto uccidere con la pistola un civile che lo stava attaccando.
Esausto per la perdita di sangue, rimase nascosto fra gli alberi per vari giorni spostandosi cautamente solo di notte riuscendo a evitare la cattura. Raggiunse la più vicina postazione italiana situata sulla Voiussa dopo sette giorni di marcia con una ferita in gangrena, senza aver ricevuto cure e senza cibo. Una volta raggiunto l'accampamento italiano dovette subire una parziale amputazione della gamba ferita ad opera dal colonnello medico Gabriele Russo.
L'azione è stata ricordata da Achille Beltrame sulla copertina della Domenica del Corriere.
Dopo l'arrivo di un uragano l'unità deve fermarsi per 3 mesi causa danni ed il 9 dicembre passa sotto l'VIII Gruppo).
Nel 1916 il reparto ha svolto 11 voli di ricognizione, 2 di crociera, 2 di caccia e 7 di bombardamento per 42 ore di volo.
Il 1º gennaio 1917 la squadriglia al comando del capitano osservatore Renato Pascale dispone di 7 piloti tra cui il sottotenente Ivo Oliveti, altri 2 osservatori e 4 mitraglieri.
Il campo rimane non utilizzabile per pioggia fino ad aprile quando i Caproni Ca.32 300 hp vengono cambiati con i Caproni Ca.33. 450 hp.
Dal 3 febbraio il comando passa al capitano Diego Sabbatini, il 17 settembre al capitano osservatore Attilio Viziano ed il 18 novembre al capitano osservatore Luigi Criniti.
Al 1º gennaio 1918 il reparto dispone di 10 piloti, 3 osservatori e 4 mitraglieri ed il 25 giugno bombardano il campo di Fier.
Il 6 luglio 2 Ca. bombardano Metalli (vicino a Kallmet i Madh) ed al rientro un Ca. lascia la scorta e viene abbattuto dall'Aviatik D.I dell'asso Béla Macourek (5 vittorie).
Successivamente il comando interinale passa al tenente Giovambattista Trotti che rimane con un solo Ca. operativo fino al 20 agosto.
I voli di guerra continuano fino al 14 settembre.
Alla fine della guerra l'unità rimane in Albania contro il brigantaggio.
Al 20 aprile 1919 disponeva di 2 Caproni Ca.33.

### Il dopo guerra
Passata poi sui Caproni Ca.36, al 1º luglio 1926 è nel XXVI Gruppo da Bombardamento Notturno dell'8º Stormo della Regia Aeronautica sui Caproni Ca.73 all'Aeroporto di Ciampino.

### Guerra d'Etiopia
Il 2 dicembre 1935 si imbarca per Massaua nell'ambito della guerra d'Etiopia ed alla fine del mese è già operativa sul territorio, dipendente dal XXVI Gruppo del 9º Stormo da bombardamento con gli S.M.81.
Tra i piloti c'era anche il Tenente Aldo Quarantotti.
Il 15 gennaio 1936 è a Gura.
Il 26 gennaio successivo sgancia bombe C500T all'iprite nel guado del torrente Ghevà.
Nell'ambito della battaglia dell'Amba Aradam l'11 febbraio 1936 sgancia bombe C500T all'iprite nel guado del torrente Tsellari.

### Seconda guerra mondiale
Al 10 giugno 1940 era nel 26º Gruppo con 7 Savoia-Marchetti S.M.79 all'aeroporto di Viterbo e nell'Aeronautica dell'Africa Orientale era nel 26º Gruppo Bombardieri Bis con 6 Caproni Ca.133 all'Aeroporto di Gondar.
All'8 settembre 1943 era nel XXVIII Gruppo con un CANT Z.1007TER all'aeroporto di Perugia.